# Graslandwoelmuis
De graslandwoelmuis (Microtus pennsylvanicus)  is een zoogdier uit de familie van de Cricetidae. De wetenschappelijke naam van de soort werd voor het eerst geldig gepubliceerd door Ord in 1815.

## Voorkomen
De soort komt voor in Canada, Mexico en de Verenigde Staten.